# Nathan und seine Kinder
Nathan und seine Kinder ist ein Jugendroman von Mirjam Pressler aus dem Jahr 2009. Die Handlung spielt in Jerusalem im Jahr 1192 zur Zeit des dritten Kreuzzugs. Die Geschichte um den jüdischen Kaufmann Nathan ist eine moderne Adaption des Ideendramas Nathan der Weise von Gotthold Ephraim Lessing aus dem Jahr 1779. Der Roman wurde 2009 als bestes Kinder- und Jugendbuch mit dem Internationalen Buchpreis Corine ausgezeichnet und war für den Deutschen Jugendliteraturpreis 2010 nominiert.

## Entstehungsgeschichte
Das Werk entstand aus dem Bedürfnis der Autorin, das Theaterstück Nathan der Weise von Gotthold Ephraim Lessing als Roman darzustellen, der für die Gegenwart verständlich ist. Ihre Töchter hätten das Stück in der Schule behandelt und es nicht verstanden. Deshalb habe sie es sich zum Ziel gesetzt, das Stück, das „heute schwer lesbar ist“, so umzuschreiben, dass die Geschichte „nicht verloren“ geht.
Insbesondere sei es ihr ein Anliegen gewesen, die Figuren, die in Lessings Ideendrama typisiert wirken, „etwas plastischer darzustellen, lebendiger“. So hat sie (weibliche) Hauptfiguren aufgewertet (z. B. Daja, Recha, Sittah) und neue Nebenfiguren hinzuerfunden (z. B. Geschem, Zipora). Zudem sei das Wissen von der „Geschichte der Kreuzzüge“, das Lessing „wohl noch voraussetzen“ konnte, heute weitgehend verloren. Deshalb habe sie sich bemüht, „diesen Hintergrund zu erhellen und, soweit es für das Verständnis der Handlung notwendig ist, einzubauen.“ Bei der Recherche habe sie sich besonders von zwei historischen Quellen beeinflussen lassen: Amin Maalouf: Der Heilige Krieg der Barbaren. Die Kreuzzüge aus der Sicht der Araber und Wilhelm von Tyros: Geschichte der Kreuzzüge und des Königreichs Jerusalem.

## Inhalt

### Geschem
Während sich Nathan auf einer Handelsreise in Damaskus befindet, bricht in seinem Haus ein Feuer aus. Der behinderte Geschem ist unfähig einzugreifen und wird Zeuge, wie ein unbekannter Tempelritter Recha, Nathans Tochter, aus den Flammen rettet. Geschem verliert das Bewusstsein und glaubt aufwachend, dass Recha tot sei. Erst allmählich erkennt er, dass sie wohlauf ist und in den Armen des inzwischen heimgekehrten Nathan liegt, der sich erfolglos nach der Identität des Retters erkundigt. Nach dem Abendmahl begibt sich der von Schlaflosigkeit geplagte Geschem in den Innenhof. Dort wird er von Nathan nach seinem Namen und seiner Herkunft befragt. Er erzählt ihm, dass er seine Eltern nicht kenne und keinen Namen habe. Nathan erbarmt sich des Jungen und lässt ihn den Namen Geschem (hebräisch Regen), Geschem Ben Abraham oder Ibn Ibrahim – je nachdem, zu welcher Religion sich der Junge bekennen wird.

### Daja
Daja erinnert sich in der Nacht nach dem Feuer, wie sie vor 14 Jahren aus dem deutschen Gunzenhausen nach Jerusalem kam. Als Waise bei ihrer Großmutter aufgewachsen, ließ sie sich leicht von der Begeisterung anstecken, den Kreuzzug ins ferne Jerusalem anzutreten. Die Euphorie verfliegt bald, als viele im Tross umkommen, darunter ihre Freundin Bernhilde und Gisbert, der Mann, den sie kurz zuvor geheiratet hatte. Endlich in Jerusalem angekommen, fühlt sich die unglückliche Witwe schutzlos und verloren in der fremden Stadt. So wird sie von Nathan angesprochen, der auf der Suche nach einer Erzieherin und Gesellschafterin für seine Tochter ist. In dieser Funktion wird sie in Nathans Haushalt aufgenommen. Am Ende wird ihr klar, warum sie ausgerechnet heute von ihren Erinnerungen geplagt wird: Ohne Recha hätte sie ihren Beruf und dazu jeglichen Grund verloren, weiterhin in Nathans Obhut leben zu dürfen.

### Elijahu
Elijahu, Nathans Freund, Gehilfe und Verwalter, beschreibt die Rückkehr von der Handelsreise nach Damaskus. Er arbeitet seit ungefähr 18 Jahren bei Nathan. Die anfängliche Freude über die Rückkehr weicht bald der Panik, als Nathan erfährt, dass Recha etwas zugestoßen sein könnte. Zwar bemerkt Nathan schnell, dass es seiner Tochter gut geht, doch bei diesem Anblick erinnert sich Elijahu zurück an den Brand vor 17 Jahren. Auch damals kam Nathan von einer Reise zurück und traf zu Hause auf eine Brandruine, in der seine Frau und seine sieben Söhne verbrannt waren. Nach anfänglicher Wut auf die christlichen Brandstifter und der folgenden Trauerphase wurde Nathan von einem Klosterbruder das Waisenkind Recha übergeben, das er fortan als ein Geschenk Gottes ansieht. Er zog nach Jerusalem, in das Haus, welches jetzt in Feuer aufging. Bei der Kontrolle der gekauften Handelsware kommen Nathan und Elijahu auf Geschem zu sprechen. Es stellt sich heraus, dass dessen Behinderung ebenfalls auf einen Brand zurückzuführen ist. Nathan fordert Elijahu auf, sich um Geschem zu kümmern und ihn für den Handel auszubilden. Er war derjenige, der Geschem zu Nathan gebracht hat, der anfangs keinen Namen hatte und in der Nacht nach dem großen Brand seinen Namen mit Nathan zusammen ausgesucht hatte. Geschem bedeutet Regen.

### Recha
Sie kam zu Nathan, der sie wie eine eigene Tochter aufzog, als sie noch ein Säugling war. Nach dem Brand, in Nathans Haus, hat Recha einen Traum von Engeln und dem Sinn des Lebens. Sobald sie aufwacht, plagen sie Erinnerungen an den Brand. Recha versucht Daja davon zu überzeugen, dass ein Engel sie gerettet habe. Aber weder Daja noch später ihr Vater Nathan glauben ihr. So geht sie in die Stadt, um ihre alte Freundin Lea zu besuchen. Beim Gang durch die Stadt sieht sie diese mit neuen Augen an. Schließlich entscheidet sie sich, statt Lea ihren Retter, den Tempelritter aufzusuchen. Als sie ihn vor der Grabeskirche findet, gehorcht ihr Körper ihr nicht mehr, sie kann nur dastehen und seinen Körper ansehen. Nachdem er gegangen ist, bleibt Recha verwirrt und ein wenig beschämt zurück. Sie überlegt sich schlussendlich, dass es vielleicht besser wäre, ihn zum Abendessen einzuladen und kehrt nach Hause zurück.

### Tempelritter
Nachdem der Tempelritter Recha aus dem Feuer gerettet hat, denkt er viel über seine Vergangenheit nach. Er erinnert sich zurück an die Zeit, als er seinen guten Freund Helmfried verloren hat. Die Kreuzfahrer wollten den Waffenstillstand zwischen dem Sultan und Richard Löwenherz brechen, gerieten aber in einen Hinterhalt. Der Sultan enthauptete daraufhin alle Mitstreiter des Tempelritters, verschonte aber diesen selbst, weil er seinem Bruder Assad ähnlich sehe. Der Tempelritter erinnert sich jenes Tages, als er erfuhr, dass sein vermeintlicher Vater Konrad in Wahrheit sein Onkel ist und dass er nicht Curd von Stauffen, sondern Leu von Filnek heißt. Als er am nächsten Morgen den Weg zum Patriarchen der Stadt geht, verlangt dieser von ihm, dass er den Sultan ausspioniere. Diese Aufgabe gefällt Leu nicht, da der Sultan ihm das Leben geschenkt hat.

### Al-Hafi
Im Gespräch mit Al-Hafi erfahren Nathan, Daja und Recha zu ihrem Erstaunen, dass ihr Derwisch ein Vetter des Sultans ist. Zur Erklärung erzählt Al-Hafi aus seiner Kindheit, als er mit seiner Großfamilie zusammen mit dem nachmaligen Sultan in Tikrit lebte. Später habe ihn dann der mächtige Sultan in seine Dienste aufgenommen. Dessen finanzielle Lage ist prekär, weil er einen verschwenderischen Lebenswandel pflegt und den Krieg gegen die Kreuzfahrer finanzieren muss, während gleichzeitig die Schiffe mit den Steuereinnahmen aus Ägypten ausbleiben. Um die finanziellen Engpässe zu überwinden, bittet Sittah, die Schwester des Sultans, Al-Hafi, seinen reichen jüdischen Freund Nathan um Geld zu fragen.

### Daja
Auf dem Weg zu einer Trauerfeier treffen Nathan, Daja und ihr Gefolge zufällig auf den Tempelritter. Nathan dankt ihm auf Knien für die Rettung seiner Tochter. Der Tempelritter ist Nathan gegenüber sehr schroff und weist dessen Dank zurück. Daja meint, dass er sehr überheblich sei. Nachdem Nathan sie beruhigt hat, lädt er den Ritter in sein Haus zum Abendessen ein. Reuevoll nimmt dieser die Einladung an. Während des Gastmahles reden beide sehr viel unter anderem über eine biblische Vision einer perfekten Welt und gehen als Freunde auseinander. Daja bemerkt, dass Recha während dieser Zeit sehr still ist und stellt fest, dass sich diese in den jungen Tempelritter verliebt hat.

### Recha
In Gedanken bei ihrem Retter schläft Recha ein und träumt von ihm. Auch am anderen Morgen kehrt sie nach dem Frühstück so schnell wie möglich in ihr Zimmer zurück, um dort in Ruhe an ihren Helden zu denken. Schließlich besucht sie Lea, eine ihrer Freundinnen.

### Sittah
Sittah, Melek, al-Hafi und Saladin bereiten sich mit ihrem Hofstaat auf ein feierliches Treffen im Rahmen der Friedensverhandlungen mit dem Unterhändler des englischen Königs Richard Löwenherz vor. Das Treffen dient zur Besprechung, ob Sittah einen Vetter des Königs und Melek die Prinzessin von England heiraten sollte. Dabei handelt es sich um einen Kompromiss. Zunächst hatte Löwenherz Jerusalem, das Territoriums westlich des Jordans und das heilige Kreuz beansprucht. Dies lehnte Saladin ab. Da al-Hafi und Saladin die vorgeschlagene Verheiratung für eine Kriegslist halten, ist Saladin bei dem Treffen vorsichtig. Als der Unterhändler ausrichtet, dass auf Wunsch des Königs nur eine Heirat stattfinden könne, wenn Sittah zum Christentum übertritt, lässt ihn Saladin gehen und sagt ihm, er müsse es sich noch überlegen. In der Zwischenzeit schlägt Abu Hassan Saladin vor, dass er sich mit anderen muslimischen Fürsten verbünden solle. Demgegenüber erklärt al-Hafi, dass nicht genügend Geld in der Staatskasse vorhanden sei, um im Krieg aktiv zu werden. So kommt die Idee auf, dass man sich das Geld von reichen Juden besorgen könnte.

### Abu Hassan
Sein Vater Ammar hat Abu Hassan und dessen Brüdern früh das Kämpfen und den Hass auf andere Religionen beigebracht. So wird Abu Hassan Hauptmann in Saladins Heer und gewinnt Ansehen, als er bei Tiberias von den Christen das heilige Kreuz erbeutet, an dem angeblich Christus gestorben ist. Doch Abu Hassan kehrt sich mit der Zeit immer mehr von Saladin ab. Dieser ist seiner Meinung nach nicht hart genug zu den Juden und zu den Christen. So hat sich Abu Hassan einer Gruppe angeschlossen, die Saladin stürzen und ermorden möchte. Er ist ein Muslim.

### Tempelritter
Der Tempelritter leitet eine Gruppe von Pilgern durch die Stadt. Dabei geht ihm Recha nicht mehr aus dem Kopf, obschon sie Jüdin ist und er ein Keuschheitsgelübde abgelegt hat. Während des Marsches denkt der Tempelritter abermals an seine Kindheit und Jugend zurück, die von Ausgrenzung geprägt waren. Nach einigen Jahren, in denen er erst zum Pagen, dann zum Ritter ausgebildet wurde, kehrte er nach Hause zurück. Hier erfuhr er, dass sein angeblicher Vater nur der Bruder seiner Mutter ist, welche ihn schon sehr früh verlassen hatte, um einem Mann ins Heilige Land zu folgen. Nach dieser Offenbarung verlässt er die Heimat und schließt sich den Tempelrittern an, um ins Heilige Land aufzubrechen. Aus seinen Tagträumen aufwachend, stellt der Tempelritter fest, dass er die Pilger unbewusst zu Rechas Haus geführt hat.

### Al-Hafi
Sittah, die Schwester des Sultans, hat Al-Hafi aufgetragen, seinen Freund Nathan zu bitten, dem Sultan Geld zu leihen. Nathan kommt dieser Bitte nach und begleitet Al-Hafi zum Sultan. Statt einer Geldforderung sieht er sich hier aber mit einer verfänglichen Frage konfrontiert: Welche der drei abrahamitischen Religionen ist die richtige? Mit dieser Frage will Saladin Nathan zu einer falschen Antwort zwingen und damit freigiebig machen. Nathan aber trägt als Antwort eine Parabel vor, die Ringparabel. Es ist die Geschichte von einem Ring, dem „eine geheime Kraft inne[wohnte], nämlich dass er jeden, der ihn in diesem Glauben trug, vor Gott und den Menschen angenehm machte“ Diesen Ring vermachten die Väter jeweils ihrem liebsten Sohn, bis die Reihe an einen Vater kam, der drei Lieblingssöhne hatte. Um keinen zu enttäuschen, ließ er zwei Kopien herstellen. Im Glauben, jeder von ihnen hätte den einzig richtigen, geraten die drei Brüder in Streit. Dieser wird durch einen Richter geschlichtet mit der Antwort, sie hätten wohl alle den falschen Ring, weil keiner von ihnen „seinen Besitzer angenehmer als die beiden anderen“  mache. Statt sich zu streiten, sollten sie bemühen, „den Beweis für die Echtheit [des] Rings zu erbringen, indem [sie] sanftmütig und verträglich [sind] und nach guten, gottgefälligen Werken“ streben. Die Antwort beeindruckt den Sultan außerordentlich, und als Nathan ihm auch noch ein Darlehen anbietet, werden die beiden Freunde.

### Daja
Beim Gang zum Markt erspäht Daja den Tempelritter und wird dabei von starkem Heimweh heimgesucht. Unwillkürlich packt sie den Ritter am Arm und bittet ihn, sie später heimlich zu treffen, damit sie ihm ein Geheimnis verraten kann. Den Rest des Tages ist sie im Widerstreit mit sich selbst. Beim Treffen verrät sie ihm wider besseres Wissen, dass Recha Christin und Nathan nicht ihr leiblicher Vater ist.

### Tempelritter
Nach dieser Mitteilung gerät der Tempelritter in einen Zwiespalt. Er irrt durch die Straßen von Jerusalem, hin- und hergerissen zwischen seiner Liebe und seinem Keuschheitsgelübde. In seiner Not wendet er sich am anderen Morgen an den Patriarchen. Dieser erhofft sich, dass sein vermeintlicher Spitzel ihm Informationen über Saladin bringt. Schließlich bedrängt er den Tempelritter so lange, bis dieser ihm den wahren Grund seines Besuchs verrät: Ist ein Mädchen, das christlich getauft wurde, aber in der Obhut eines Juden im jüdischen Glauben aufgezogen wurde, immer noch eine Christin? Der Patriarch antwortet, dass der Jude auf den Scheiterhaufen gehöre, und will vom Tempelritter dessen Namen wissen. Der Tempelritter verrät ihn nicht und zieht sich in die Einsamkeit des Hinnom-Tales zurück.

### Geschem
Geschem ist Teil der Karawane, die nach Jericho unterwegs ist. Auf der Reise denkt er über einen Traum nach, über Elijahu und seine Heimatlosigkeit. Dabei wird er ohnmächtig. Nachdem er sich erholt hat, lernt er den jungen Muslim Mussa kennen. Dieser zeigt ihm am nächsten Tag die Balsampflanzungen. Als Mussa dann dem Ruf des Muezzins folgt, bleibt Geschem allein vor der Moschee zurück. Als Geschem am Abend zurückkommt und Elijahu sich um ihn kümmert, weiß er, wo er hingehört: zu Elijahu.

### Recha
Beim Kämmen erzählt Daja Recha, dass der Tempelritter sie liebe. Außerdem klärt sie sie auf, dass Nathan nicht ihr leiblicher Vater sei, sondern ihm von ihrer sterbenden Mutter übergeben worden sei. Für Recha bricht damit eine Welt zusammen. Um sich Luft zu verschaffen, geht sie in die Stadt und stellt sich existenzielle Fragen über ihre Herkunft und ihre Daseinsberechtigung als Nathans Tochter. Dabei trifft sie auf Geschem, der ihr erzählt, wie es ist, nirgendwo dazuzugehören.

### Elijahu
Nathan und Elijahu liefern im Palast des Sultans kostbare Stoffe und andere Handelswaren ab. Bei diesem Treffen verhält sich Abu Hassan verdächtig. Bei ihrer Rückkehr rät Nathan Elijahu, er solle Zipora heiraten. Dabei werden sie auf offener Straße von einigen Maskierten überfallen. Elijahu wird bewusstlos geschlagen. Als er wieder zu sich kommt, entdeckt er Nathan, der blutüberströmt und leblos auf dem Boden liegt. Elijahu trägt die Leiche nach Hause und sinkt bewusstlos nieder.

### Recha
Recha denkt trauernd an ihren Vater. Dabei erinnert sie sich des Gesprächs, das er vor seinem Tod mit ihr geführt hat. Darin erfährt sie die Gründe für sein Handeln und erkennt, dass „die Liebe ein starkes Band [ist], manchmal noch stärker als Blut“. Nach dem Tod erhält sie zahlreiche Beileidsbesuche. Täglich steht ihr Al-Hafi bei, einmal wird er vom Tempelritter begleitet. Dieser fordert Rache für Nathans Tod und macht die Christen für den Mord verantwortlich. Recha unterbricht die Diskussion mit dem Hinweis, sie wolle an ihren Vater denken und nicht an die Mörder. Später erfährt sie von Elijahu, dass dieser Abu Hassan für den Drahtzieher von Nathans Ermordung hält. Doch Recha behält diese Information für sich. Bei einem Spaziergang mit dem Tempelherrn gesteht ihr dieser, dass er dem Patriarchen von einem jüdisch erzogenen Christen-Mädchen erzählt hat. Für Recha ist es aber nicht wichtig, wer der Mörder ihres Vaters ist. Wichtig ist ihr, dass Nathan gelebt und gute Taten vollbracht hat.

## Figuren

### Saladin
Der Sultan wohnt in einem Palast in Jerusalem. Er ist Herrscher der Muslime und Befehlshaber der militärischen Streitkräfte. Mit ihnen hat er Jerusalem von den Kreuzfahrern zurückerobert und ist bei diesen gefürchtet. Gleichzeitig wird er als sehr großzügig und verschwenderisch dargestellt. Außerdem gilt er als klug, aber wenig fantasievoll. Äußerlich wird er als klein und eher schmächtig beschrieben. Davon abgesehen hat er einen regelmäßig geschnittenen Bart und ein oft nachdenkliches Gesicht. Zudem ist er auch mit Nathan gut befreundet, nachdem Nathan ihn den Geist geöffnet hat.

### Sittah
Sittah hat zwei leibliche Brüder, Assad und Saladin. Zudem hat sie einen Halbbruder, der von einer Nebenfrau geboren wurde. Assad ist im Krieg verstorben, ebenso ihr Ehemann. Nach dem Tod ihres Mannes zieht sie zurück in den Palast ihres Bruders und dient ihm dort als Ratgeberin. Hier hat sie einen heimlichen Geliebten, Machmud. Sie wird als schöne Frau in der Blüte ihrer Jahre beschrieben, die es liebt zu baden. Im Gegensatz zu anderen Frauen ihrer Zeit hatte sie das Glück, im Lesen und Schreiben unterrichtet zu werden.

### Abu Hassan
Abu Hassan ist ein listiger, tapferer und angesehener Hauptmann Saladins. Er hat dicke zusammengewachsene Brauen, glühende Augen, schwarzes Bartgestrüpp und weiße Zähne. Sein Vater Ammar hat ihn zum religiösen Fundamentalisten erzogen und ihm eine antisemitische Grundhaltung vermittelt. Als junger Soldat ist er fanatischer Anhänger Saladins. Mit der Zeit erscheint ihm dieser aber zu weich, und so schließt er sich einer Gruppe von hohen Würdenträgern und Hauptmännern an, die das Ziel haben, Saladin zu stürzen.

### Nathan
Nathan ist ein jüdischer, reicher Kaufmann, der hohes Ansehen genießt und als „der Weise“ verehrt wird. Zu seinen Charakterzügen gehören Toleranz, Klugheit und Lebenserfahrung. Sein Schicksal ist tragisch: Seine Frau und seine sieben Söhne werden Opfer eines Brandanschlags der Kreuzritter. Nach anfänglichen Rachegefühlen kommt er zur Vernunft. Er ist 45 Jahre alt und lebt in der Geschichte in Jerusalem.

### Recha
Recha wird als Christin geboren, wird jedoch in Nathans Haushalt als seine leibliche Tochter im jüdischen Glauben erzogen. Sie ist gebildet und kennt sich in Fächern wie Lesen, Schreiben, Rechnen, Astrologie, Geschichte und Theologie aus. Zudem beherrscht sie Fremdsprachen Deutsch, Arabisch und ein wenig Französisch. Sie ist 18 Jahre alt, sieht aber nach ihrer Nahtoderfahrung älter und erwachsener aus. Recha hat eine helle empfindliche Haut, ein spitzes Kinn, blaue Augen und rötliche Haare. Durch den religiösen Einfluss von Daja sieht Recha die Person, welche sie aus den Flammen gerettet hat, als Engel.

### Daja
Daja ist eine Christin aus dem deutschen Gunzenhausen, die als Waise von ihrer antisemitischen Großmutter großgezogen wird. Auf dem Kreuzzug nach Jerusalem lernt sie ihren Mann Gisbert kennen, der aber schon bald nach der Hochzeit, bei der Ankunft in Jerusalem, stirbt. So kommt sie als Erzieherin und Gesellschafterin für Recha in Nathans Haus. Anfangs zeigt sie ein ausgeprägtes Gerechtigkeitsgefühl, indem sie Nathan gegen den Tempelritter verteidigt. Dann nehmen ihre egoistischen Züge kurzzeitig überhand, indem sie dem Tempelritter Rechas wahre Herkunft verrät, um in die Heimat zurückkehren zu können. Am Ende ist sie wieder eine Vertrauensperson für Recha.

### Elijahu
Elijahu ist kräftig und muskulös. Er verfügt über starke Arme und Beine und einen breiten Rücken. Meistens riechen seine Kleidung und seine Haare nach Balsam. Bereits seit über 18 Jahren arbeitet er für Nathan als Verwalter und begleitet ihn auf seinen Geschäftsreisen. Er hat einen ausgeprägten Geruchssinn und ein gutes Gehör. Außerdem ist er ein treuer, loyaler Freund, der Nathan in allen Lebenslagen unterstützt. Kurz vor dem Attentat auf Nathan gesteht er diesem, dass er sich in die Köchin Zipora verliebt hat. Seine Loyalität zu Nathan beweist er über dessen Tod hinaus. Er bleibt bei Recha und den anderen, sie sind seine Familie.

### Konrad von Stauffen
Der Ritter Konrad von Stauffen zieht Curd auf der Stauffenburg auf. Als er ihm mitteilt, dass er nicht sein Vater, sondern nur der Bruder seiner Mutter ist, wirkt er verächtlich und kalt.

### Curd von Stauffen
Curd von Stauffen ist ein junger, großer und kräftiger Tempelritter. Mit seinem langen weißen Mantel mit dem roten Kreuz auf dem Rücken hat er eine engelsgleiche Erscheinung. Von seinem Onkel Konrad erfährt er als Jugendlicher, dass seine Mutter ihn bei der Geburt ihrem Bruder in die Obhut gegeben hat und dass er in Wahrheit Leu von Filnek heißt. Als ein Unehelicher („einer wie du“) wird er immer ausgegrenzt, so schließt er sich dem Templerorden an und geht auf Kreuzzug nach Jerusalem. Dort wird er gefangen genommen und vom Sultan nur deshalb nicht hingerichtet, weil er dessen verschollenem Bruder Assad wie aus dem Gesicht geschnitten ist. Es wird aber offengelassen, ob Assad der Vater des Tempelherrn ist. Im Lauf der Geschichte entwickelt sich der Tempelherr von einem bornierten, antisemitischen christlichen Fundamentalisten zu einem hilfsbereiten, mutigen und weltoffenen Mann.

### Al-Hafi
Der Derwisch ist ein sehr guter Freund Nathans und ihm treu ergeben. Gleichwohl wird er, ohne Nathan zu informieren, Schatzmeister von Sultan Saladin, mit dem er aufgewachsen ist. So kommt er moralisch in Bedrängnis, weil er Nathan in Saladins Auftrag um Geld anfragen muss. Er weiß, dass er mit dieser Aktion Gefahr läuft, Nathan zu schaden. Umso erleichterter ist er, als Nathan sich mit der Ringparabel aus der verfänglichen Situation retten kann und zu einem Freund von Saladin wird. Er ist intelligent und liebt das Schachspiel.

### Patriarch
Der Patriarch ist das Kirchenoberhaupt der orthodoxen Kirche von Jerusalem. Sein echter Name ist nicht bekannt, auch sonst wird über sein privates Leben nichts berichtet. Er ist übergewichtig und seine Augen, die hinter Fettwülsten verborgen sind, senden einen durchdringenden Blick aus. Er ist stets kostbar gekleidet und trägt Schmuck. Allgemein ist er wohlhabend und lebt auf einem luxuriösen Anwesen. Er wird als unberechenbare und heuchlerische Person beschrieben, die andere zu moralisch fragwürdigen Handlungen verleitet.

### Zipora
Zipora steht in Nathans Großhaushalt der Küche vor. Sie ist für ihre Köstlichkeiten bekannt. Besondere Mühe gibt sie sich, wenn sie für Elijahu kocht, in den sie heimlich verliebt ist. Darüber hinaus ist sie zuständig für die Bewirtung der Gäste. Sie ist eine gläubige Muslimin.

### Jakob
Über Nathans Gehilfen ist nur wenig bekannt. Er hat eine überdimensionierte Nase, die aber trotz ihrer Größe nur ganz grobe Unterschiede in den Gerüchen wahrnehmen kann. Er hat ein kumpelhaftes Verhältnis zu Elijahu und trinkt gerne Wein mit ihm. Jakob ist Jude und ein gemäßigter Mensch. So toleriert er andere Religionen und schreitet ein, als die Mutmaßungen zu Nathans Mördern ins Kraut schießen.

### Assad
Assad ist Saladins älterer Bruder. Er verschwand, bevor dieser zum Sultan wurde. Er wird als schön, ausgeglichen und belesen beschrieben. Seine außerordentliche Ähnlichkeit mit dem Tempelritter deutet Saladin als Zeichen, dass Assad dessen Vater sein muss.

### Helmfried
Der Tempelritter Helmfried ist Curd von Stauffens bester Freund, außerdem sein Mentor und Vorbild. Er ist ein orthodoxer Christ, der gegen alle anderen Religionen kämpft und Vorurteile gegen sie hegt. Zusammen mit Curd wird er gefangen genommen und exekutiert.

### Lea
Lea ist eine von Rechas besten Freundinnen. Die Schwangere hat bereits eine Tochter und steht unter Druck, einen Sohn zu gebären. Zudem scheint sie nicht vollkommen zufrieden zu sein in ihrer Ehe mit dem reichen Goldschmied Ruben. So wirkt sie bedrückt und ihre frühere Fröhlichkeit ist nur noch teilweise spürbar.

### Mutter des Tempelritters
Offenbar hat sie ein uneheliches Verhältnis zu einem Mann, der noch vor Curds Geburt ins Heilige Land fährt. Um ihrem Geliebten folgen zu können, lässt sie das neugeborene Kind bei ihrem Bruder zurück mit der Bitte, es großzuziehen. Danach verliert sich ihre Spur, woraus ihr Bruder schließt, dass sie zu Tode gekommen ist.

### Dajas Großmutter
Dajas Großmutter lebt unter ärmlichen Verhältnissen in Gunzenhausen. Nach dem Tod von deren Eltern nimmt sie ihre Enkelin bei sich auf. Die überzeugte Christin und Antisemitin ist eine arbeitsame Person, der es aber aufgrund ihrer Hartherzigkeit nicht gelingt, eine emotionale Bindung zu ihrer Enkelin aufzubauen. Äußerlich wird sie als „alt und zahnlos und hässlich“ beschrieben. Sie hat eine durchdringende Stimme und spricht oft mit erhobenem Zeigefinger. Außerdem hat sie einen guten Schlaf und pflegt zu schnarchen.

## Textanalyse

### Aufbau
Das Buch ist in 18 Kapitel unterteilt, in welchen jeweils eine Figur die Ereignisse oder Erinnerungen aus ihrer eigenen Sicht erzählt. Die Spannung ist dabei an das Nicht-Wissen der erzählenden Person geknüpft. Geschehnisse aus einem vorhergehenden Kapitel werden manchmal aus der Sicht der erzählenden Figur weiter- bzw. neu erzählt. Somit liegt eine asynchrone Erzählstruktur vor. Der Roman beginnt in medias res, nämlich damit, dass das Haus von Nathan brennt und Recha in Lebensgefahr ist. Das Ende dagegen ist offen und bietet insofern einen Cliffhanger, als nicht klar ist, wie die Liebesgeschichte zwischen Recha und dem Tempelherrn ausgeht.

### Zeit
Der Roman spielt in der Zeit der Kreuzzüge im Jahr 1192. „Der Handlungszeitraum erstreckt sich über mehrere Tage“. Im Zentrum stehen zunächst der Tag des Brandes und der Tag danach, dann, nach einer unbestimmten Zeitspanne, jener des Mordes an Nathan und die darauffolgende „Trauerphase“.
Die Handlung wird grundsätzlich in Zeitraffung, ab und zu zeitdeckend wiedergegeben. Zahlreiche Rückblenden unterbrechen die Handlung im Jetzt, damit über vergangene Ereignisse berichtet werden kann, die z. T. 20 Jahre zurückliegen (Kapitel 1–6, 8–11, Kapitel 13). Bemerkenswert ist die Tatsache, dass diese am Schluss des Romans unterbleiben, so dass das Ende „fast ausschließlich in der Jetztzeit angesiedelt“ ist. Jahreszeiten spielen keine Rolle, das Wetter ist fast immer heiß und sonnig.

### Ort
Der Handlungsort ist zum größten Teil Jerusalem. Daneben ist die Rede von jenen Gebieten, die die Kreuzfahrer bereisen mussten, um nach Jerusalem zu gelangen. Die Stadt wird oft als Symbol- und Stimmungsraum dargestellt, indem sie die Gefühle der Protagonisten widerspiegelt. Auch verschiedene Milieus werden dargestellt. So ist der Palast des Sultans ein prunkvoller Ort, wo die reiche Schicht Jerusalems lebt. Trotzdem wird dieser Schauplatz als eher kalt dargestellt und die Menschen möchten nicht gerne dorthin gehen.

### Figuren
Der Roman beinhaltet über ein Dutzend Figuren, die zu Beginn des Romans verzeichnet sind wie die dramatis personae in einem Theaterstück. Die Hauptfigur ist Nathan, der vom Volk der Weise genannt wird. Alle anderen Figuren hängen mit ihm zusammen. Trotzdem hat Nathan keinen eigenen Erzählstrang: „[Ü]ber ihn wird aus der Sicht der anderen Figuren erzählt“. Zahlreiche bedeutsame Figuren entwickeln sich dynamisch und erleben fundamentale Wandlungen: Recha wird von einem Mädchen zu einer jungen Frau; der Tempelherr entwickelt sich von einem fanatischen, antisemitischen Kreuzfahrer zu einem toleranten Weltbürger; der behinderte Waisenknabe Geschem erhält einen Namen und einen Platz in der Gesellschaft; Sultan Saladin überwindet sein Misstrauen gegenüber Juden. Andere Figuren wie der christliche Patriarch von Jerusalem oder der muslimische Hauptmann Abu Hassan bleiben ihrem Fundamentalismus verhaftet.

### Sprache
Der Roman ist geprägt von verschiedenen Ich-Erzählern, „die in ihrem Erzählstil jedoch kaum individuelle Unterschiede erkennen lassen“. Ein Unterschied besteht darin, dass die Muslime mehr arabische Wörter verwenden als die anderen, während die Christen oft die Bibel zitieren. Das Sprachniveau ist fast durchgehend entweder Standardsprache oder gehobene Sprache, der Satzbau eher hypotaktisch. Auffällig sind die vielen Vergleiche und Metaphern. Besonders aufwändig ist die Schach-Allegorie gestaltet, mit der das zentrale Ringparabel-Gespräch von Saladin und Nathan dargestellt wird.

## Interpretation

### Intertextuelle Bezüge

#### Bezüge zum Original
Aus Lessings Ideendrama „Nathan der Weise“ wird bei Mirjam Pressler ein „historischer Jugendroman“. Mit dem Gattungswechsel ergibt sich die Möglichkeit, detaillierter zu erzählen. Das erklärt die starke Ausprägung des historischen Hintergrundes und die genauere Charakterisierung der Figuren. Während Pressler auf diese Weise die Grundzüge der Handlung beibehält, ändert sie das im Zeichen der Aufklärung optimistisch gehaltene Ende ab. Lessings „große Vision einer religionsübergreifenden ‚Menschheitsfamilie‘“ mit einer „Versöhnung aller Personen guten Willens“ wird ersetzt durch einen Schluss, der „in höchstem Maße ambivalent“ ist: Nathan wird ermordet, ohne dass die Tat erklärt, aufgeklärt oder gesühnt würde. Auch die Beziehung zwischen Recha und dem Tempelritter wird realistischer: Anders als bei Lessing sind sie nicht Geschwister, gleichwohl hat ihre Romanze keine Zukunft. Nach Wölke hat Pressler „hier versucht, das, was ihr unwahrscheinlich oder konstruiert erscheint, zu ändern“.
Allgemein hat Pressler mehr Wert gelegt auf Plausibilität und „historische Fakten“, etwa im Zusammenhang mit den Kreuzzügen. Außerdem erfuhr die Figurenkonstellation einen Wandel, beispielsweise durch die Einführung von Randfiguren wie Geschem oder Elijahu oder durch die „Umwertung“ und Aufwertung der Frauenfiguren Daja und Recha. So wird aus Daja, die bei Lessing eine „bornierte, schwatzhafte, religiöse Fanatikerin“ ist, eine Vertraute und „Freundin“ von Nathan, ja sogar seine Geliebte, die er „ab und zu in der Nacht zu sich“ ruft.
Die jugendlichen Figuren Geschem und Recha tragen stark zur „Ausgestaltung des Themas der ‚Identität‘ bei“. Sie beide sind Jugendliche auf „dem Weg zu sich selbst“. Wenn Recha am Ende in Nathans Fußstapfen tritt, muss sie die Verantwortung übernehmen. Somit ist ihr Reifungsprozess abgeschlossen.

#### Bezüge zu religiösen Schriften
Zitate aus heiligen Schriften, dem Koran und der Bibel, spielen eine wichtige Rolle im Roman. Das widerspiegelt sich daran, dass die Autorin alle 25 Passagen am Ende ihres Werks aufführt. Die Zitate werden von den Ich-Erzählern zu verschiedenen Zwecken eingesetzt. Gerne bringen sie aktuelle Ereignisse mit einem Zitat aus dem Koran bzw. der Bibel in Zusammenhang. Manchmal werden die Zitate aber aus dem Kontext gerissen, damit sich Figuren für ihre unmoralische Verhaltensweise rechtfertigen können. Das tut zum Beispiel Abu Hassan, wenn er seine intolerante Stellung gegenüber dem Christentum mit einer Sure aus dem Koran rechtfertigt: „Ihr Gläubigen schließt keine Freundschaft mit solchen, die nicht zu eurer Religion gehören.“ Die Figuren belegen ihre Meinungen oder Ratschläge mit diesen Zitaten oder drücken ihre Wut, Trauer oder Verzweiflung damit aus. Zum Beispiel zitieren die um Nathan Trauernden eine Stelle aus dem Deuteronomium oder Recha eine Stelle aus dem Hohelied, um ihre Liebe zum Tempelritter auszudrücken.

#### Bezüge zu Martin Luther King
Das Kapitel zur Ringparabel schließt mit einer Vision Nathans, die sehr an die Rede „I Have a Dream“ erinnert, die Martin Luther King am 28. August 1963 in Washington D.C. hielt. Augenfällig ist dabei zunächst die dreimalige Wiederholung des Leitmotivs „Ich habe einen Traum“. Aber auch die Botschaften von Nathan und King sind „sehr ähnlich: Beide wünschen sich, dass eines Tages alle Menschen frei, sicher und wie Geschwister in Gerechtigkeit miteinander leben können.“ Mit dieser Botschaft der religiösen und ethnischen Toleranz sind beide Figuren ihrer Zeit voraus und so wird Nathan, wie King, Opfer eines Attentats. Eine dunkle Vorahnung davon scheint am Ende seiner Rede auf: „Seine Stimme senkte sich, wurde leiser. ‚Aber es ist nur ein Traum. Die Wirklichkeit ist eine andere.‘“

### Leitmotive

#### Feuer
Die Hitze ist im ganzen Roman präsent. Die Geschichte beginnt mit dem Feuer, das Recha fast tötet. So wird die Hitze von Anfang an mit Negativem assoziiert: „Ich meinte die Hitze zu spüren, die mir flammend entgegenschlug, die schreckliche Angst, die mich lähmte, sodass ich, den Tod vor Augen“. Diese Assoziation verstärkt sich, als man erfährt, dass schon Nathans vorheriges Haus mit seiner Frau und seinen sieben Söhnen niedergebrannt ist. Auch Geschems Behinderung ist auf ein Feuer zurückzuführen. Aber auch an anderen Stellen ist die Hitze ein Sinnbild für etwas Schlechtes, insbesondere das Phänomen des Chamsin, eines heißen Wüstenwindes: „Der Chamsin verwirrt den Menschen die Sinne und treibt sie zu Handlungen, die sie später bereuen.“ So ist es nicht zufällig, dass der Tempelritter Nathan kurz danach mit den folgenden Worten ablehnt: „Fass mich nicht an, Jude“. Das sich daraus entwickelnde Wortgefecht zwischen dem Tempelritter und Daja führt diese ebenfalls auf die Hitze zurück: „War vielleicht der Chamsin schuld“?
Nach dem Angriff auf Nathan und Elijahu wird Elijahus Haut als „heiß und trocken“ beschrieben. Und wie die Hitze negativ behaftet ist, stellt die Kälte etwas Positives dar. Dies stellt denn auch das Schlussbild des Romans dar: „Neben ihm stand Geschem, einen Fächer in der Hand, mit dem er lästige Fliegen vertrieb und Elijahu Kühlung zufächelte“.

#### Wasser
Das Wasser ist im Roman omnipräsent. „Mit einer Einschränkung“ lässt sich der „Motivbereich Wasser […] positiv deuten“. In der Wüstenregion ist Wasser ein Lebenselixier: „Nimm einen Schluck Wasser, […] du darfst nicht vergessen zu trinken.“ So endet der Roman damit, dass nach einer andauernden Hitzewelle endlich „der ersehnte erste Regen fallen und die Zisternen […] sich wieder füllen“ werden. Auch um den Brand des Hauses zu löschen, benötigen die Helfer Wasser. Dies widerspiegelt sich in der Namensgebung von Geschem. Der Name bedeutet wörtlich: „Wasser, das vom Himmel fällt. Wasser, das jedes Feuer löscht.“

#### Tiere
Die Tiere sind im Text häufig vertreten. Regelmäßig kommen Schafe, Ziegen, Kühe und Kamele vor. Letztere sind besonders wichtig, da die Menschen in der kargen Wüstenlandschaft abhängig sind von ihnen. „Hier sah ich auch zum ersten Mal Kamele, diese seltsam hässlichen Tiere, von denen man wahre Wunderdinge erzählte“. Ebenfalls einige Male erwähnt werden Vögel, häufig als Metapher. Zum Beispiel bewegt sich das Gewand des Tempelritters „wie die Schwingen eines Vogels“ oder Al-Hafi ist in seiner Darstellung ein „sanfter Vogel unter Falken“. Eine versteckte Symbolik haben die Tiere als Vorboten von Nathans Ermordung: „Nur die Schakale waren zu hören und der Ruf eines Nachtvogels“.

#### Berg, Tal
Berge und Täler sind im Roman allgegenwärtig. So führt die Reise von Daja nach Jerusalem durch viele Berge und hügelige Landschaften. Auch der Traum von Recha über den Tempelritter spielt sich in den Bergen von Judäa ab und der Tempelritter geht mehrfach in die Berge: „vielleicht verbindet er mit dem Aufenthalt auf dem Berg ein Stück Heimat“. Einmal geht er allein nach seiner Ankunft in Jerusalem und einmal, als er Pilger auf den Ölberg bringt.
Das Gegenstück zu den Bergen sind zwei Täler, Josaphat und Hinnom. Im Tal Josaphat fließt im Winter der Bach Kidron und Recha erzählt, wie sie zu dieser Jahreszeit früher mit ihren Freundinnen spielen gegangen war. Später muss sie „ins Tal zum Wasser hinabsteigen, zu den Ursprüngen des Lebens also, um sich ihrem eigenen Leben, ihrer eigenen Persönlichkeit, zu nähern“. Das Tal Hinnom wird vom Tempelritter erwähnt. Dort gibt es einen Acker namens Hakeldamach, „der um das Geld, für welches Judas den Herrn einst verraten hatte, gekauft worden war.“ Nach der Meinung des Tempelritters, ist das ein „Ort der Schande und der Trauer“.

#### Traum
Der Traum erscheint bei verschiedenen Figuren in verschiedenen Formen. Er dient zur genaueren Erklärung der Vergangenheit einer Figur oder dazu, ihre Wünsche und Ängste darzustellen. So werden zwei Träume von Recha erzählt. „Schlaf senkte sich auf mich, ein hässlicher, bedrohlicher Schlaf mit einem hässlichen, bedrohlichen Traum.“ Im ersten Traum „deutet sich der Entwicklungsprozess an, den Recha nun zu durchlaufen beginnt“, im zweiten träumt sie von ihrem Geliebten, allerdings unter negativen Vorzeichen: „Doch als ich auf ihn zulaufen wollte, versanken meine Füße im Sand, und er drehte sich um“.

#### Engel
Das Leitmotiv des Engels kommt prägnant am Anfang des Romans vor, als der Tempelritter Recha aus den Flammen rettet. Recha glaubt daraufhin lange, ein Engel habe sie gerettet, denn die „schönen, ebenmäßigen Züge und das überirdische Leuchten seiner Augen“ sowie der lange weiße Mantel lassen sie an einen Engel glauben. Doch ihr Vater weist die religiöse Schwärmerei zurück, indem er sie darauf hinweist, es sei „leichter einen Menschen zu lieben als einen Engel“ und es sei auch „leichter, einem Menschen zu danken.“ Außerdem werden Engel ab und zu im Kontext des Glaubens erwähnt, etwa als der Hauptmann Abu Hassan vom Erzengel Gabriel spricht.

#### Rosen
Rosen tauchen im Roman meist in einer umgewandelten Form auf. Sie erscheinen erstmals als Rosenöl. Man nimmt den Geruch von Rosen als entspannend und wohltuend auf. Dies ist in Sittahs Gedanken erkennbar, als sie ein Bad nimmt: „und selbst dem schmeichelnden Rosenduft gelang es kaum, meine innere Unruhe zu besänftigen.“ Dabei wird der Duft der Rosen praktisch nur auf Frauen bezogen.
Des Weiteren können Rosen mit einem Ort, aber auch einer Person assoziiert werden. Ein Beispiel ist der Rosengarten des Palastes, „der ein sehr privater und vielleicht paradiesischer Ort für Saladin und seine Schwester […] ist“. Die angepflanzten Rosen wurden aber aus China importiert. Somit kann man schließen, dass sie in Israel selten vorkommen und kostbar sind. Die ästhetische Erscheinung der Blumen wird aber auch auf Sittah übertragen, die gemäß al-Hafi „schön wie die voll erblühten Rosen“ sein soll.

#### Spiegel
Der Spiegel ist ein Dingsymbol, das im Roman nicht häufig, aber umso markanter vorkommt. So vollzieht sich die zentrale Wandlung Rechas von einem Mädchen zu einer jungen Frau vor einem kostbaren Spiegel ihres Vaters: „Das Bild, das mir entgegenblickte, war mir seltsam fremd, als hätte ich diese Frau noch nie gesehen.“ Während sie ihre „kindlichen“ Züge bis anhin mit einem „zufriedene[n] Lächeln“ betrachtet hat, sieht sie nun „ernster, erwachsener“ aus. Der Spiegel ist also das Instrument der „Selbsterkenntnis“. Darüber hinaus zeigt der Spiegel dem Menschen auch das, „was er sich wünscht oder was ihm die Zukunft bringen wird“, insbesondere im Traum. In einer Art Tagtraum erscheint Recha plötzlich das Bild des Tempelritter im Spiegel. Doch ebenso schnell, wie es aufgetaucht ist, ist es auch wieder „verschwunden“ – eine „Vorausdeutung auf eine Liebe, die keine Erfüllung finden wird.“

## Rezeption

### Rezensionen
Pressler Roman ist von der Literaturkritik „unumstritten hochgelobt worden“. Der Erfolg bei der Kritik fand auch in der Schule ihren Niederschlag. So wurde das Werk „relativ rasch nach seinem Erscheinen zur Schullektüre“. Gelobt wird die Jugendbuchautorin vor allem für die gelungene Mischung aus Verständlichkeit und Poesie. Dass sie dabei viele Elemente des Originals abänderte, beispielsweise neue Figuren hinzufügte und Handlungsstränge abwandelte, wird von den Kritiken als gewinnbringend empfunden. Vor allem für Jugendliche sei der Roman daher bestens geeignet: „Auch wenn die Änderung den Vertretern der reinen Lessing-Lehre nicht gefallen mag: Im Sinne der jugendlichen Leser dürfte ihre Version deshalb sein, da sie der möglichen Liebesgeschichte zwischen beiden [Recha und dem Tempelritter] nicht gänzlich den Boden entzieht.“ Geschätzt wird das Werk auch für die politische Prägnanz, zumal die Spannungen zwischen den drei abrahamitischen Religionen aktueller sind denn je. So regt Presslers Roman die Lesenden an, über die Koexistenz zwischen den Religionen nachzudenken: „In solchen Zeiten eines der großen Werke der europäischen Aufklärung ins Blickfeld zu rücken […], scheint fast so etwas wie ein Verzweiflungsakt der Vernunft.“ Mit ihrem feinfühligen, aber kritischen Umgang mit Lessings Original gelinge der Autorin „ein lebensnahes Plädoyer für einen anderen Weg aus der Jahrtausendtragödie der Weltreligionen als den, von dem wir tagtäglich in den Nachrichten hören.“ Auch die Art und Weise, wie sie diese Thematik aufzeigt, ist erwähnenswert. Durch eine „bildhafte und zeitlose Romansprache“ mit zahlreichen Beschreibungen können die Lesenden leichter in das Jerusalem der Kreuzzüge eintauchen als in Lessings Stück. So erweckt das Werk das Interesse von Jugendlichen.„Sie [Jugendliche] lesen aber gern Bücher, welche die Illusion wecken, der Erzähler säße direkt gegenüber.“

### Hörspiele, Hörbücher
Das Hörbuch zum Roman wurde 2010 im Jumbo Verlag veröffentlicht. Acht verschiedene Schauspielerinnen und Schauspieler (darunter Barbara Nüsse) geben die multiperspektivische Handlung wieder.

## Auszeichnungen
Der Roman wurde für den Deutschen Jugendliteraturpreis 2010 nominiert. In der Begründung von Doris Breitmoser heißt es, Pressler habe „Lessings berühmter Parabel neues Leben eingehaucht und deren religionsphilosphischen Kontext neu ausgedeutet“.
2009 erhielt der Roman den Internationalen Buchpreis Corine für das beste Kinder- und Jugendbuch.

### Ausgaben
- Mirjam Pressler: Nathan und seine Kinder. Beltz & Gelberg, Weinheim 2009, ISBN 978-3-407-81049-6.

### Lektürehilfen
- Stephan Gora: Mirjam Pressler: Nathan und seine Kinder. Buchners Lektürebegleiter Deutsch. Buchner, Bamberg 2015, ISBN 978-3-7661-4291-7.
- Thomas Möbius: Textanalyse und Interpretation zu Mirjam Pressler: „Nathan und seine Kinder“. Königs Erläuterungen Spezial. Bange, Hollfeld 2012, ISBN 978-3-8044-3098-3.
- Theresia Köhler-Müller: Mirjam Pressler: Nathan und seine Kinder. Stark, Hallbergmoos 2018, ISBN 978-3-8490-3279-1.

### Unterrichtsmodell
- Alexandra Wölke: Mirjam Pressler: Nathan und seine Kinder. EinFach Deutsch Unterrichtsmodell. Schöningh, Paderborn 2015, ISBN 978-3-14-022632-5.

### Rezensionen
- Andrea Huber: Der Weise und seine Kinder. In: Die Welt, 7. Februar 2009.
- Siggi Seuss: Jerusalem 1192. In: Die Zeit, Nr. 8, 12. Februar 2009.
- Angelika Uhland: Ein „Nathan“ mit leichter Hand. In: taz, 7. März 2009.

### Interview
- Interview mit Mirjam Pressler: Mir tun junge Menschen leid, wenn sie gar nicht lesen. In: Planet Interview. 14. Juli 2009.